# 女子ーズ
『女子ーズ』（ジョシーズ）は、2014年6月7日に公開された日本映画。監督は福田雄一、主演は桐谷美玲、配給はキングレコード、上映時間は97分。

## 概要
世界征服を企む怪人たちと戦う戦隊「女子ーズ」のメンバーにさせられた女性5人を描く、特撮コメディー映画。監督の福田雄一が妻の協調性のなさを見て、「こんな女が戦隊を組んだら面白そうだ」と感じたことを製作のきっかけとし、戦隊ヒーローものの予定調和を崩したネタを盛り込んだコメディ作品となっている。
コスチュームデザインには漫画家の島本和彦が起用され、彼による映画公開を記念した読み切り漫画が『月刊ヒーローズ』2014年7月号に掲載された。漫画版ではチャールズがヒーローカンパニーの社員という設定になっており、島本の作品『ヒーローカンパニー』とのハイパーリンクが行われているほか、オリジナルの怪人・クモ伯爵（クモとジャガイモの能力を持った怪人）が登場する。このエピソードは、同作品の単行本第6巻に収録されている。
当時人気が高かった桐谷美玲に加え、ブレイク前でのちに数多くのCM・ドラマに出演する山本美月、のちに朝ドラ主演女優まで努める有村架純や高畑充希を「女子ーズ」役に起用したことからも「メンバーが豪華すぎる」と評され、「続編製作不可能」とも言われていた。しかし、2024年12月20日公開の映画『聖☆おにいさん THE MOVIE〜ホーリーメン VS 悪魔軍団〜』には、同じく監督を務める福田による新たな起用を経た新生女子ーズが登場している。

## あらすじ
正義の戦隊をまとめる司令官の男・チャールズにより、「名字に色が入っている」との理由だけで突然集められた5人の女子・赤木直子、青田美佳、黄川田ゆり、緑山かのこ、紺野すみれは、世界征服を企む怪人たちから地球を守る戦隊・女子ーズのメンバーにさせられてしまう。やる気のない赤木たち5人は断ろうとするが、何事にも全力で取り組む真面目な赤木の説得により、ようやく女子ーズが結成された。
女子ーズは5人揃った際に出せる必殺技「女子トルネード」によって次々に怪人たちを退治していくが、恋愛・仕事・美容・野暮用と多忙な彼女たちは徐々に全員が揃うことが少なくなっていき、チャールズに怒られてしまう。そんなある日、赤木は長年の夢だった美術館建設の競争プレゼンテーションの機会を得た。しかし、張り切ってプレゼンに挑もうとする赤木のもとにチャールズからの指令が届き、悩んだ末に赤木は怪人退治を他の4人に任せ、プレゼンを優先してしまう。その結果、赤木は美術館建設の仕事を得るが、仕事を優先したことから他の4人との喧嘩を経て嫌気が差し、女子ーズを放棄して仕事に専念するようになってしまう。
しかし、1人で突っ走る赤木は仕事も恋愛も上手く行かない。チャールズからの指令を久々に受信した赤木は基地に呼び出され、自分がいない間も他の4人が怪人たちと戦っていたことを聞かされ、再び女子ーズでの役割に目覚めた。赤木は怪人退治に向かうが、その日現れた怪人・メタルゴードンは桁違いに強いうえ、赤木の不在に不満を募らせていた4人は戦いに来ない。赤木は4人を探して街に向かい、個々の置かれた状況を解決し、再び5人で集まる。長時間待たせたメタルゴードンを女子トルネードで倒すと赤木は4人に謝罪し、受け入れられて和解した。しかし、メタルゴードンは巨大化して暴れだし、途方に暮れる5人のためにチャールズは「女子ーズ・ロボ」を出動させた。
赤木の手がけた美術館建設は順調に進み、恋愛関係もうまくいっている。そんな時、お正月怪人・モチザザザが現れたので赤木はいつもの造成地に向かうが、来たのは彼女のみだった。なぜなら、女子とはそういうものだから。

## 登場人物
赤木 直子（あかぎ なおこ）/女子・レッド
豊島建設営業課に勤める総合職（事務系）。美術館建設に携わることを夢見て働いている。
真面目な性格のため、女子ーズではリーダーを任されている。
青田 美佳（あおた みか）/女子・ブルー
アパレルショップでアルバイトをしているギャル。
怪人退治よりも美容を優先する気まぐれな性格をしている。
レッドの不在時にはリーダー的な役回りをする。
黄川田 ゆり（きかわだ ゆり）/女子・イエロー
貧乏で、アルバイトを掛け持ちしているフリーター。弟の学費の心配をするなど責任感が強い。笑うことが無い。
女子ーズではもっぱらツッコミ役であり、時折怪人にもツッコミを入れる。
なお、女子ーズで唯一、変身するシーンがある。
緑山 かのこ（みどりやま かのこ）/女子・グリーン
アングラ劇団「カオスの彼方」の劇団員。
本人は演技派のつもりでいるが、実際は大根役者ゆえに良い役を貰えていない。
紺野 すみれ（こんの すみれ）/女子・ネイビー
紺野財閥の令嬢。
多くの男性から言い寄られる美人だが、男性の好みは他の4人から引かれるほど悪い。
女子ーズで一番背が高い。
チャールズ
女子ーズをまとめる司令官。
5人の言動に振り回されることが多いが、自身もいいかげんな言動が多いため、あまり信頼されていない。
怪人
- ワカメヌルン（ワカメ怪人）
- エリンギモルグ（エリンギ怪人）
- ジュンサイドルド（ジュンサイ怪人）
- カメムシゲルゲ（カメムシ怪人）
- キツツキツツキー（キツツキ怪人）
- スネークネルネ（スネーク怪人）
- メタルゴードン（金属怪人）
- モチザザザ（お正月怪人）

### キャスト
- 赤木直子（女子・レッド） - 桐谷美玲
- 青田美佳（女子・ブルー） - 藤井美菜
- 黄川田ゆり（女子・イエロー） - 高畑充希
- 緑山かのこ（女子・グリーン） - 有村架純
- 紺野すみれ（女子・ネイビー） - 山本美月
- 成瀬輝彦 - 大東駿介
- 皆川（劇団カオスの彼方・演出家） - 安田顕
- 赤木の上司の課長 - 岡田義徳
- 工事現場のオヤジ - 野添義弘
- アパレルショップのバカップル（男） - 大水洋介（ラバーガール）
- アパレルショップのバカップル（女） - 上地春奈
- すみれの父 - 大河内浩
- イケメン - 黄川田将也
- チンピラ兄貴 - 平子祐希（アルコ&ピース）
- チンピラ - 酒井健太（アルコ&ピース）
- 吉村（設計課デザイナー） - 落合モトキ
- 設計課社員 - 前田龍輝（現：龍輝）、中川晃徳
- クライアント（かすみの森美術館） - 志賀廣太郎
- レッドに誘惑される学生 - 岡山智樹
- 迷惑な電車の乗客 - ムロツヨシ（友情出演）
- 道明寺公彦 - 皆川猿時
- 砧博士 - きたろう
- チャールズ - 佐藤二朗

## スタッフ
- 監督・脚本 - 福田雄一
- コスチュームデザイン - 島本和彦
- 撮影 - 吉沢和晃、工藤哲也
- 美術 - 尾関龍生
- 照明 − 小西章永
- 録音 - 高島良太
- 編集 - 栗谷川純
- 特殊メイク・造型進行 - 飯田文江
- 怪人デザイン・造型 - 楠健吾
- 女子ーズ造型 - 澤田規郎
- 音楽制作 - ミラクル・バス
- スタント&アクション - スタントチームGocoo
  - スタントコーディネーター - 田渕景也
  - スタントパーソン - 花田奈美、雲雀大輔、広森春樹、帯金伸行、関田安明、後藤健、坂手透浩、難波和宏
- 製作者 - 重村博文
- プロデューサー - 森山敦、山下義久、松橋真三
- アソシエイトプロデューサー - 平野宏治
- 制作プロダクション - Studio TYLER、ロックワークス

## 主題歌
主題歌「A S A P」
作詞：Yu Shimoji / 作曲：Kanata Okajima・Albi Albertsson・Ricky Hanley / 歌：E-girls
オープニングテーマ「女子ーズのテーマ」
作詞：福田雄一 / 作曲：瀬川英史 / 歌：浪川大輔

## 関連商品
- 映画「女子ーズ」オフィシャル・ビジュアルブック（2014年5月21日発売/ KADOKAWA エンターブレイン）
- 小説版「女子ーズ」（宝島社文庫）（2014年5月22日発売/宝島社）
- 小説版「女子ーズ」（小学館ジュニア文庫）（2014年5月28日発売/小学館）
- 「女子ーズ」Blu-ray 本気版 初回生産限定版（2014年11月19日発売/キングレコード）
- 「女子ーズ」DVD 本気版 初回生産限定版（2014年11月19日発売/キングレコード）
- 「女子ーズ」Blu-ray 片手間版（2014年11月19日発売/キングレコード）
- 「女子ーズ」DVD 片手間版（2014年11月19日発売/キングレコード）